# 45338 Ericevans
45338 Ericevans este o planetă minoră (asteroid), cu un diametru de 11,499 km, din centura de asteroizi. A fost descoperită pe 5 ianuarie 2000 la Experimental Test Site⁠(d) de Lincoln Near-Earth Asteroid Research. 
Obiectul prezintă o orbită caracterizată de o semiaxă mare de 3,0650165881788 UAi, o excentricitate de 0,053010320665745, o înclinație de 15,543256150859 ° în raport cu ecliptica.